# Sphyrapicus ruber
Il picchio pettorosso o picchio testarossa (Sphyrapicus ruber Gmelin, 1788) è un uccello piciforme della famiglia dei picidi.

## Tassonomia
Se ne riconoscono due sottospecie:
- Sphyrapicus ruber ruber Gmelin, 1788, diffusa dall'Alaska alla California centrale;
- Sphyrapicus ruber daggetti Grinnell, 1901, diffusa in California sud-occidentale;

In passato, anche il picchio nucarossa veniva classificato come sottospecie del picchio pettorosso col nome di Sphyrapicus ruber nuchalis, ma attualmente lo si considera come specie a sé stante.

## Distribuzione
Il picchio pettorosso è diffuso dall'estremo sud-orientale dell'Alaska attraverso la Catena Costiera Pacifica in Columbia Britannica, Washington, Oregon a sud fino alla California sud-occidentale.
L'habitat preferito da questi uccelli è la foresta decidua temperata o mista ben matura, con presenza di varie specie tipiche dell'area pacifica degli Stati Uniti come pini, abeti, pecci, tsuga e douglasie.
Gli esemplari diffusi nelle zone settentrionali dell'areale tendono a migrare a sud durante la stagione fredda, ed anche i picchi pettorosso dell'entroterra e delle aree montane durante questo periodo tendono a scendere di quota e passare l'inverno in aree costiere, estendendo l'areale della specie a sud fino alla penisola di Bassa California. Gli uccelli diffusi in queste ultime aree, invece, tendono ad essere residenti.

## Descrizione

### Dimensioni
Misura una ventina di centimetri di lunghezza, per un peso di 43-55 g.

### Aspetto

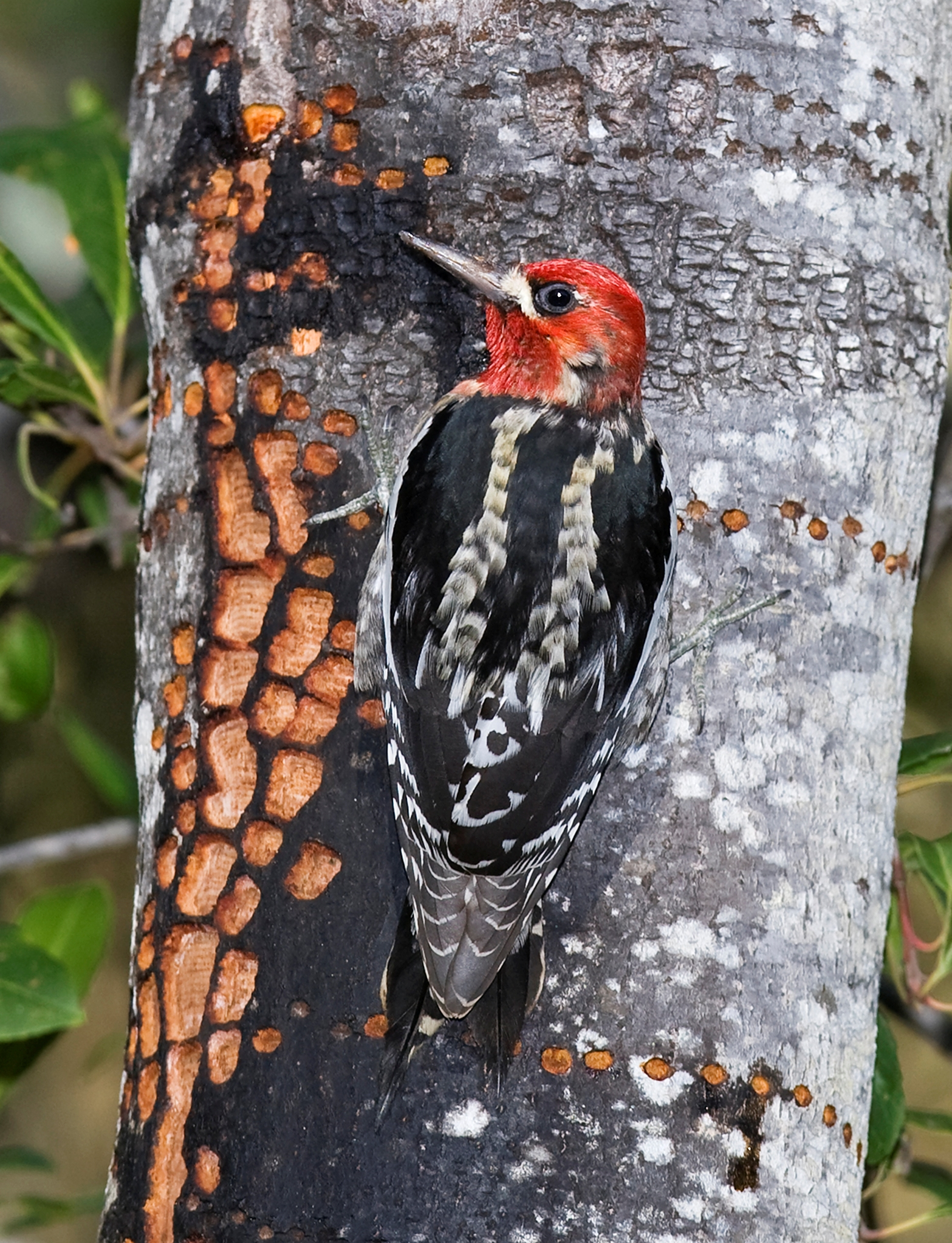
Un picchio pettorosso lascia sgorgare la linfa da un toyon.

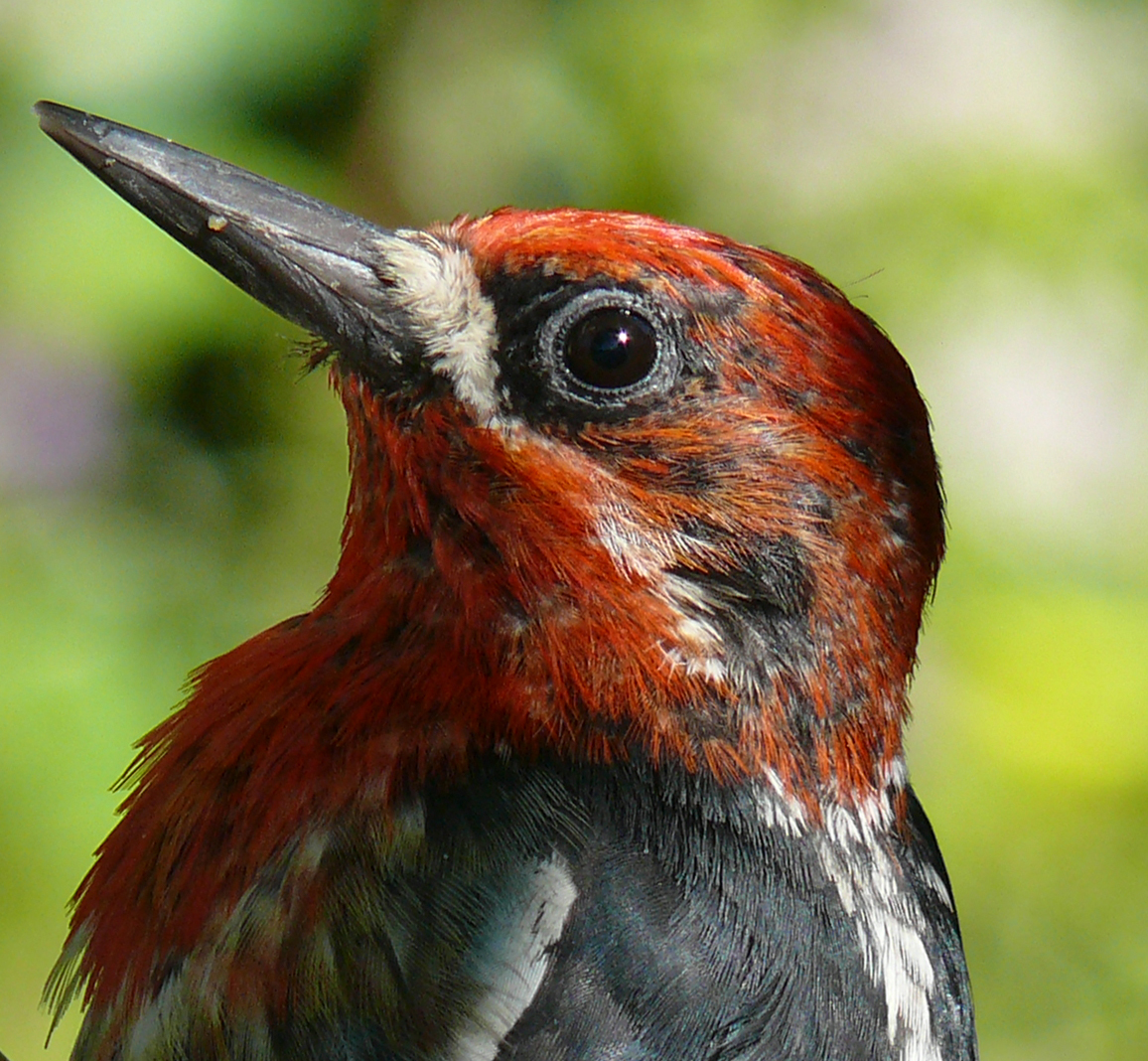
Profilo della testa.

Si tratta di un uccello dal tipico aspetto di piciforme, con profilo massittio, testa slanciata, lungo becco conico e zampe e coda corti e forti.
Le ali, il dorso e la coda sono neri, con presenza di barre bianche (gialle nella sottospecie nominale) sulle remiganti primarie, con le copritrici che sono bianche in ambedue le sottospecie. Il ventre, i fianchi ed il sottocoda sono anch'essi bianchi, mentre testa, collo e petto sono di colore rosso, con un accenno di banda oculare nera fra occhi e becco. Quest'ultimo è lungo, conico e nero, mentre le zampe sono di color grigio scuro, zigodattile e con forti unghie: gli occhi sono di colore bruno scuro.

## Biologia
Si tratta di uccelli principalmente diurni, solitari e molto timidi. Spesso ci si accorge della loro presenza grazie ai fori nei tronchi degli alberi o ai rumori che gli uccelli emettono picchiando contro di essi.
Questi rumori, oltre che essere prodotti durante le operazioni per procurarsi il cibo o per scavare il nido, hanno anche la funzione di rivendicare la proprietà di un territorio o di segnalare la propria disponibilità all'accoppiamento ad eventuali partner. Oltre a ciò, i picchi pettorosso possono emettere una varietà di suoni che comprende squittii, crocidii ed alti richiami simili ad urla.

### Alimentazione
La dieta di questi uccelli si basa sulla linfa degli alberi, che essi ricavano incidendo serie orizzontali di fori nella corteccia di più alberi e tornando in seguito per nutrirsi del fluido che comincia a scorrere. A questo scopo, la lingua del picchio pettorosso si presenta setolosa, allo scopo di meglio raccogliere la linfa che sgorga.
Oltre alla linfa, il picchio pettorosso si nutre anche degli insetti che da essa vengono attratti o vi s'invischiano: spesso durante l'assenza dell'autore dei fori, essi vengono utilizzati anche da altre specie (come il cardinale rosso ed il colibrì rosso) per ricavarne cibo.

### Riproduzione

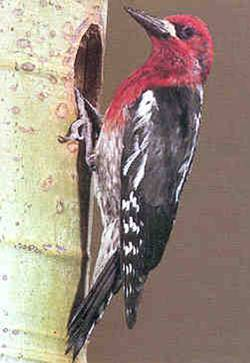
Picchio pettorosso fuori dal proprio nido.

La stagione riproduttiva inizia in aprile-maggio. I picchi pettorosso nidificano in cavità nei tronchi d'albero che essi stessi si scavano: a tale scopo, questi uccelli prediligono gli alberi morti o morenti, con preferenza per le specie decidue. Il nido non viene generalmente riutilizzato dalla coppia, mentre spesso i nidi abbandonati vengono riutilizzati da altre specie di uccelli.
Nel nido, la femmina depone dalle 4 alle 7 uova che sono di colore bianco candido, e che vengono covate esclusivamente da essa, mentre il maschio s'incarica di reperire il cibo.
La cova dura attorno ai 12-13 giorni: i piccoli sono implumi e vengono nutriti da ambedue i genitori fino a quando non sono in grado d'involarsi, cosa che avviene fra i 23 ed i 28 giorni di vita. Generalmente viene portata avanti un'unica covata l'anno.
Il picchio pettorosso si ibrida con facilità coi congeneri ed affini picchio nucarossa e picchio panciagialla nelle aree in cui le specie si trovano a convivere.